# Zygodon
Zygodon là một chi rêu trong họ Orthotrichaceae.